# Lista de presidentes do Clube Atlético Juventus

## Presidentes do Clube Atlético Juventus
Desde a sua fundação em 20 de Abril de 1924 o Juventus (SP) foi liderado por diversos presidentes, que colaboraram para a construção deste grande complexo esportivo. Grandes juventinos como Manoel Vieira de Souza, Américo Egidio Pereira, Mário Previato, Mário Coronato e João Heitor de Moura assumiram o cargo de presidente interinamente.
| Presidente Honorário Perpétuo |
| Conde Rodolfo Crespi          |

| Presidente                                                                    | Início do mandato | Término do mandato |
| Não há documento oficial que comprove quem foi o primeiro presidente do clube | 1924              | 1925               |
| José da Rocha Soares                                                          | 1925              | 1925               |
| José Masi                                                                     | 1925              | 1925               |
| Eduardo Rodrigues Patrima                                                     | 1925              | 1927               |
| José Masi                                                                     | 1927              | 1927               |
| Eduardo Rodrigues Patrima                                                     | 1928              | 1928               |
| Anniello Annunziato                                                           | 1928              | 1929               |
| Conde Adriano Crespi                                                          | 1929              | 1949               |
| Antônio de Cillo Neto                                                         | 1950              | 1953               |
| Derville Allegretti                                                           | 1953              | 1954               |
| Modesto Mastrorosa                                                            | 1954              | 1958               |
| Roberto Ugolini                                                               | 1958              | 1974               |
| José Ferreira Pinto Filho                                                     | 1974              | 1976               |
| Américo Egídio Pereira                                                        | 1976              | 1979               |
| José Ferreira Pinto Filho                                                     | 1979              | 1996               |
| Milton Urcioli                                                                | 1996              | 2002               |
| Armando Raucci                                                                | 2003              | 2009               |
| Antônio Ruiz Gonzales                                                         | 2010              | 2011               |
| Rodolfo Cetertick                                                             | 2012              | 2016               |
| Domingos Sanches                                                              | 2016              | 2019               |
| Antônio Ruiz Gonzales                                                         | 2019              | 2022               |